# 身位
身位（しんい）とは、日本の皇族の皇室内部での身分及び地位の差異を示す区分である。
現代日本の皇室において、皇族の身位とは、皇后、太皇太后、皇太后、親王、親王妃、内親王、王、王妃、女王をいう。この他に、皇嗣たる皇子である皇太子（皇室典範の規定上は親王に限定される）、その妃である皇太子妃（規定上は親王妃）又は皇嗣たる皇孫である皇太孫（規定上は親王）、その妃である皇太孫妃（規定上は親王妃）が存在し得る。

## 定義・法的根拠

### 現行
日本国憲法第二条皇位は、世襲のものであつて、国会の議決した皇室典範の定めるところにより、これを継承する。
皇室典範第五條
皇后・太皇太后・皇太后・親王・親王妃・内親王・王・王妃及び女王を皇族とする。
同第六條
嫡出の皇子及び嫡男系嫡出の皇孫は、男を親王、女を内親王とし、三世以下の嫡男系嫡出の子孫は、男を王、女を女王とする。
同第七條
王が皇位を継承したときは、その兄弟姉妹たる王及び女王は、特にこれを親王及び內親王とする。
同第八條 　
皇嗣たる皇子を皇太子という。皇太子のないときは、皇嗣たる皇孫を皇太孫という。
天皇の退位等に関する皇室典範特例法第四条第一項
上皇の后は、上皇后とする。

### 旧皇室典範
※引用註：（）内は現代かな遣い・新字体に改め、句読点を補ったもの
皇室典範第三十條
皇族ト稱フルハ太皇太后皇太后皇后皇太子皇太子妃皇太孫皇太孫妃親王親王妃內親王王王妃女王ヲ謂フ
（皇族と称うるは太皇太后・皇太后・皇后・皇太子・皇太子妃・皇太孫・皇太孫妃・親王・親王妃・内親王・王・王妃・女王を謂う）
同第三十一條
皇子ヨリ皇玄孫ニ至ルマテハ男ヲ親王女ヲ內親王トシ五世以下ハ男ヲ王女ヲ女王トス
（皇子より皇玄孫に至るまでは、男を親王、女を内親王とし、五世以下は、男を王、女を女王とす）
同第三十二條
天皇支系ヨリ入テ大統ヲ承クルトキハ皇兄弟姉妹ノ王女王タル者ニ特ニ親王內親王ノ號ヲ宣賜ス
（天皇支系より入て、大統を承くるときは、皇兄弟姉妹の王・女王たる者に、特に親王・内親王の号を宣賜す）

1889年（明治22年）に定められた皇室典範（いわゆる旧皇室典範）では、上記のとおり定められた。身位について、現行の皇室典範との大きな差異は、親王/内親王の範囲が4世までとされている点及び嫡出の要件が明文化されていない点である。旧皇室典範は1947年（昭和22年）5月まで有効であり、同年10月に11宮家51名（いわゆる旧皇族）が臣籍降下した。

### 身位の保持
※引用註：（）内は現代かな遣い・新字体に改め、句読点を補ったもの
（旧）皇室典範第四十四條　
皇族女子ノ臣籍ニ嫁シタル者ハ皇族ノ列ニ在ラス但シ特旨ニ依リ仍內親王女王ノ稱ヲ有セシムルコトアルヘシ
（皇族女子の臣籍に嫁したる者は、皇族の列に在らず。但し、特旨に依り、なお内親王・女王の称を有せしむることあるべし）

（現行）皇室典範第十二條
皇族女子は、天皇及び皇族以外の者と婚姻したときは、皇族の身分を離れる。

旧及び現行皇室典範とも出生当時から皇族であった女子は、皇族と婚姻した場合は、その身位を保持することが出来る。直近最後の例は、昭和天皇の第一皇女照宮成子内親王であり、盛厚王と婚姻後、皇籍離脱するまでの約4年間、「内親王」と「王妃」の身位を保持し続けた。
一方、旧皇室典範では、皇族女子が降嫁しても内親王・女王の身位を保持できる余地があるのに対し、現行の皇室典範では「皇族の身分を離れる」とされる。

## 歴史

### 古代
天平宝字元年（757年）に施行された養老律令継嗣令中の皇兄弟子条において、
凡皇兄弟皇子、皆為親王。（女帝子亦同。）以外並為諸王自親王五世、雖得王名不在皇親之限。
と定められている。すなわち、皇族の身位及び皇親の範囲は下表の通りとなる。
| 身位 | 範囲       | 天皇からの関係性 | 備考           | 皇親か否か |
| ---- | ---------- | ---------------- | -------------- | ---------- |
| 親王 | 皇兄弟     | 2親等            | 内親王を含む。 | 皇親       |
| 親王 | 皇子       | 1世              | 内親王を含む。 | 皇親       |
| 王   | 皇孫       | 2世              | 女王を含む。   | 皇親       |
| 王   | 皇曾孫     | 3世              | 女王を含む。   | 皇親       |
| 王   | 皇玄孫     | 4世              | 女王を含む。   | 皇親       |
| 王   | 皇玄孫の子 | 5世              | 女王を含む。   | 否         |

「女帝子亦同」の解釈は、より近い世数となる女帝を起点として数えることである。また、701年（大宝元年）に制定された大宝律令でも同様の規定があったと考えられており、これは唐にはない日本独自の規定である。元明天皇と草壁皇子の子らがこの規定に該当し、父系（男系）では皇孫すなわち「王/女王」であるが、母系では皇子すなわち「親王/内親王」となる。
なお太上天皇（略称：上皇）は、持統天皇が孫の文武天皇に譲位する際に、新設して就いた位である。

### 中世～近世
大宝律令で、上記のような身位が定められたにもかかわらず、慶雲3年（706年）の格（補注）によって、皇親の範囲は5世王まで拡大された。増大する皇親数はやがて財政を圧迫し、桓武天皇期に100名余りが賜姓降下（臣籍降下）させられるとともに、母の身分が低い皇子の臣籍降下も開始された。
二世王であった淳仁天皇の兄弟姉妹を親王/内親王に列したのが、親王宣下の興りであるとされる。賜姓降下の拡大と共に、親王/内親王を特定させる宣下も慣例化し、やがて皇子女であっても宣下が無ければ親王/内親王の位を受けられなくなった。宮号を創立・継承するか、臣籍降下（又は降嫁）しない場合、皇親の出家が慣例化した。皇族男子が出家した後に親王宣下を受けた場合は「法親王」、皇族男子が親王宣下を受けた後に出家した場合は「入道親王」とそれぞれ呼称され、平安時代後期以降は明確に区別された。
鎌倉時代に、天皇又は上皇の猶子又は養子となることを要件として、世襲親王家が成立した。世襲親王家からは、第102代後花園天皇、第111代後西天皇、第119代光格天皇を輩出した。江戸時代までに、皇位継承者の確保の観点から世襲親王家の存在意義が理解された。
一方、世襲親王家は代を重ねるごとに皇統からは血統的に遠ざかるため、新井白石や中井竹山は皇子の出家を改めるよう提言していた。江戸時代の末期、文久3年（1863年）年1月に至って皇子女の出家が停止され、明治元年（1868年）4月には皇族の出家が禁止された。

### 王政復古と宮中の席次
慶応3年（1867年）12月の王政復古の政変は、五摂家の権力・権威に象徴される宮中の身分秩序を破壊し、皇族と堂上家の地位を押し上げた。
宮中の席次は、上位から、
- 関白、准三宮、太政大臣、左大臣、右大臣、親王、前関白…（以下略）

とされていた。
王政復古の結果、従来、五摂家よりも下位にあった宮家の親王たちも、翌慶応4年（明治元年）1月1日の参賀では、五摂家当主の参朝停止ににより最上位の位置を占めるに至った。さらに1月16日には、皇族親王を最上位の席次とする布告が出された。
親王の序列は、なお品位（位階）に依っていた。親王宣下は、1876年（明治9年）に廃止された。

### 皇室典範制定時の議論
明治期に入り、大日本帝国憲法及び皇室典範（いわゆる旧皇室典範）制定に関連して、欧州各国の王室・法典を参考にしつつ、皇族の身位や皇位継承に関する様々な議論が行われた。大日本帝国憲法下では、同憲法と皇室典範は同格で、法体系の根幹をなすものと位置づけられていた（典憲二元主義）。

#### 女帝・皇婿
自由民権運動の高まりの中、1884年（明治17年）頃には民間団体・個人による私擬憲法が多数発表された。この中で、女帝の可否、そして「女帝の夫の身位」についても議論が行われた。中でも、政治結社嚶鳴社が行った賛否両論の立場からの公開討論会の様子は東京横浜毎日新聞紙上に連載された。
討論中、反対論者の島田三郎は下記の主張を行った。
1. 古来より女帝は中継ぎの「摂政」としての性質が強く、かつ全員が独身であったことは天理人情に反し現代にそぐわない
2. 欧州諸国と制度が異なり、女帝の配偶者・皇婿となる適任者がいない。外国王族を迎えることはできず、臣民では尊厳を損なう
3. 日本の現状が男尊女卑であるため、女帝の上にさらに尊位があると受け止められかねない

この島田の主張に対し、賛成論者が反論し、さらに皇統が絶えた場合の措置にも論が及んだ。
1885年（明治18年）から翌1886年（明治19年）初頭にかけ、宮中の制度取調局の調査に基づく「皇室制規」が起草された。「皇室制規」では、男系が絶えた場合の措置を巡って、嚶鳴社の討論会を基に井上毅が強く反対した。井上の意見により、1886年（明治19年）の「帝室典範」では、女子・女系の継承規定は全て削除され、帝室典範が廃案となり、その後の「皇室典範」の制定過程でも論じられることは無かった。

#### 皇族
1886年（明治19年）皇室制規→廃案
| 身位        | 範囲   | 天皇からの 関係性 | 備考                                                                                    |
| 親王/内親王 |        |                   |                                                                                         |
| ----------- | ------ | ----------------- | --------------------------------------------------------------------------------------- |
| 親王/内親王 | 皇子女 | 1世               | 次男以下は華族又は華族の養子にできる。 皇族の後継は実子孫・弟に限るが、代数の定義なし。 |
| 王/女王     | 皇孫   | 2世以下           | 次男以下は華族又は華族の養子にできる。 皇族の後継は実子孫・弟に限るが、代数の定義なし。 |

1887年（明治20年）皇室典範再稿
欧州諸国においては、王族の末裔は何世でも王族であることを踏まえつつ、皇族数の増加との吻合を図った案である。
| 身位        | 範囲       | 天皇からの 関係性 | 備考                                                                                             |
| 親王/内親王 |            |                   |                                                                                                  |
| ----------- | ---------- | ----------------- | ------------------------------------------------------------------------------------------------ |
| 親王/内親王 | 皇子女     | 1世               |                                                                                                  |
| 親王/内親王 | 皇孫       | 2世               |                                                                                                  |
| 親王/内親王 | 皇曾孫     | 3世               |                                                                                                  |
| 親王/内親王 | 皇玄孫     | 4世               |                                                                                                  |
| 王/女王     | 皇玄孫の子 | 5世以下           | 5世以下は臣籍降下させる場合がある。 ただし支系から即位した場合、その兄弟姉妹は親王宣下を受ける。 |

この案を基に議論が交わされ、まず経緯は不明ながら臣籍降下を定義した条項（表中斜体部分）は削除された。内大臣三条実美は、皇族数の増大に懸念を示し臣籍降下の余地を残すよう主張したが、伊藤博文は皇族の範囲の拡大こそが「皇室将来の御利益」であると反論し、皇族の範囲は原案通り採択されるに至った。

### 皇室典範制定

#### 序列の確定
1889年（明治22年）2月11日、大日本帝国憲法と同日の皇室典範制定をもって品位が廃止された。さらに、同日の宮内省達で、皇族男子の序列は「実系ノ遠近二従ヒ 皇位継承ノ順位ニ依ル」とされた。
皇室典範によって、明確に皇位継承順位が定められたことは、すなわち皇族の序列や差異を明確にすることを意味する。そのため、皇位継承順位とは別のルールに基づいて皇族の序列を示す品位が存続することは、皇位継承順位の設定の意義を不明確にしてしまう。また、親王宣下が既に廃されている以上、将来においては王が増加し、天皇の皇子・直宮である親王の数は限られるため、親王間の序列をつける必要性も薄れていた。

#### 序列・権威の可視化
1875年（明治8年）4月10日、明治天皇の詔書により「賞牌」「勲等」が定められた。翌1876年（明治9年）11月15日、「賞牌」は「勲章」と改称され、さらに12月27日に最高位の勲等・勲章として大勲位菊花大綬章が制定されるに至った。
品位では国際的な普遍性を持ち得ず、国際社会において勲章として、その個人の階級区分を表象する必要性があったため、制度化された。栄典制度の充実と共に、1886年（明治19年）10月29日制定の「皇族叙勲内規」、1889年（明治22年）8月3日「皇族叙勲規則」を経て、1910年（明治43年）3月3日の「皇族身位令」にて明文化された（詳細は後述）。
勲位が一般臣民レベルでも天皇への近接性を示す権威となる中、皇族は身位に応じた勲章を授与されることで天皇に次ぐ権威を表象するようになった。

### 臣籍降下の復活
皇室典範（いわゆる旧皇室典範）制定によって、永世皇族制が確立するとともに、世襲親王家の制度は廃止された。
ところが1898年（明治31年）2月になって、伊藤博文は皇室典範制定時に臣籍降下を規定できなかったのはやむを得ない事情によるものであったとし、皇族数を制限するよう上奏した。翌年、宮中に帝室制度調査局が設置され、1907年（明治40年）になって5世以下の王が勅旨又は情願によって華族になる（賜姓降下）ことや、降下した後に皇族に復帰できないこと等が定められた。
その後、勅旨による降下は皆無であり、請願による降下も明治43年（1910年）7月に北白川宮家の輝久王が小松宮家の祭祀継承のために降下した1例のみに留まっていた。そこで、規定の運用のため、大正8（1919）年1月から帝室制度審議会で「皇族処分内規案」が検討された 結果、下記の通りとなった。
1. 天皇の5～8世の子孫は各世代に一人のみ留まり、それ以外の王は請願が無ければ勅旨により華族に列する
2. 伏見宮邦家親王の子孫[注釈 3]については、邦家親王の王子を1世として計算する

この具体的基準案は枢密院での諮詢・修正を経て「皇族ノ降下ニ関スル施行準則」として可決され、1920年（大正9年）5月15日の皇族会議にかけられた。しかし、久邇宮邦彦王から「皇統の断ずる懸念あり」「（皇太子以外の、未成年である大正天皇の皇子達が）会議に列せらるゝ様になりたる後、之を定めらるゝ方適当と信す」と反対意見が挙がり、これに同調する皇族もあった。そこで、皇族会議令第9条による、自己の利害に関することは表に参加できない規定を適用して、議長の伏見宮貞愛親王は表決しないことを決し、同年5月19日に大正天皇の裁定で成立した。
以後、大正時代に3名、昭和時代に9名が、旧皇室典範により臣籍に降下した。

### 皇族女子の婚姻と身位
継嗣令中の王娶親王条では、
凡王娶親王、臣娶五世王者聽。唯五世王、不得娶親王。 
と定められている。すなわち、王が内親王を娶ること、臣下が5世女王を娶ることも認められたが、5世王が内親王を娶ることはできないとされた。先述の皇親範囲の拡大に伴い、婚姻相手の範囲も拡大していった。しかし内親王は降嫁して以降も、「内親王」の身位を称することができた。
皇室典範では、皇族女子の婚姻相手は皇族・華族に限定された。これは、外国王室との婚姻を防ぐための規定でもあった。しかし先述の皇室典範制定の経緯の中で、皇室典範再稿に至るまで、婚姻後の皇族女子の身位が問題に上ることは無かった。柳原前光は、華族との婚姻により皇族女子が身位を喪失するのは、欧州の王族が「プリンセス」の称号を保持し続けるのに対して著しく不当だと考え、枢密院諮詢案では天皇の特旨によって内親王/女王の身位を維持できる余地を残させた。枢密院でも賛否の意見が交わされたが、結局、原案通りとされた。
大正時代に入り、梨本宮家の方子女王と李王家（朝鮮王朝の末裔で、日本の王公族）の世子李垠との縁談が持ち上がった際、皇族女子の婚姻規定が問題となり、王公族の取り扱い問題が表面化した。当時は王公家軌範が未制定であり、朝鮮出身の王公族を日本の皇室又は華族と同様に扱うか否か確定していなかった。表向き大正天皇の沙汰である縁談を中止させることもできないため、妥協として皇室典範が増補された。

### 現行皇室典範制定時の議論と変化

#### 現行皇室典範第１条「男系男子」と「女性天皇」「女系天皇」の議論
敗戦による帝国憲法の改正により日本国憲法が施行されると従来の最高法典から憲法に従属する法律へと位置づけを変えられた皇室典範も改正が必要になったが、その改正を議論した政府の臨時法制調査会、第一部会第八回小委員会において、自身の公職追放を恐れてGHQ民政局へのアピールのために急進改革派に変節していた宮沢俊義から新日本国憲法第十四条、法の下の平等に基づき内親王への皇位継承権と女帝と結婚する一般国民の皇族身分の取得、すなわち女性天皇、女系天皇を認めることの要求があった。しかし、これに対して現行の皇室典範を起草した高尾亮一は新日本国憲法第二条の「皇位の世襲」は第十四条に優先し、かつ「天皇の皇位」は第十四条の例外規定であると説明し、「世襲」という概念は様々であるが「皇位の世襲」についてはその伝統は男系であるとの説明を行い、現在の皇室典範第一条の「皇位は皇統に属する男系の男子がこれを継承する」という条文がさだめられた。

#### 嫡出性
日本では一夫多妻制が主であったため、旧皇室典範制定時には、庶子の存在が想定されていたとともに、庶子への皇位継承も皇統維持のためにはやむを得ないと捉えられていた。
その後、大正天皇・貞明皇后夫妻が4人の男子を儲けて一夫一妻制を推進した ことや、昭和天皇が主体的な意思で一夫多妻制を拒否した ことがあった。また、法律面では1898年（明治31年）の戸籍法改正により「妾」の存在がなくなった。
1946年（昭和21年）12月17日、第91回帝国議会貴族院皇室典範案特別委員会において憲法担当国務大臣の金森徳次郎は、次のように答弁した。
その後、皇統の維持のため、歴史上女性天皇が即位を求められた或いは忌避されたことに触れつつ、安定的な皇位継承のために男系男子を多く確保する面からは「庶子が皇族の中に數へらるることが好ましい」とした上で、さらに次のように述べた。
こうして、皇室内部及び日本社会における結婚観・倫理観の変化を受け、現行の皇室典範では嫡出性が明記されるに至った。

#### 親王・内親王の範囲縮小
旧皇室典範では、天皇から4世（皇玄孫）まで親王・内親王であったが、現行皇室典範では2世（皇孫）までとその範囲が縮小されている。
この理由について、1946年（昭和21年）12月18日、第91回帝国議会貴族院皇室典範案特別委員会において憲法担当国務大臣の金森徳次郎は、次のように答弁した。
この後、大宝律令で皇族の範囲を定めたにもかかわらず有名無実化したことに触れ、この点を考慮した旧皇室典範では皇族数の増大の利・不利があったことを認め、さらに次のような見解を示した。

## 后妃の身位
養老律令の後宮職員令（ごくしきいんりょう）において、
妃条：

妃二員／右四品以上。

夫人条：

夫人三員／右三位以上。

嬪条：

嬪四員／右五位以上。 

とされ、皇后よりも下位にあたる、天皇の妻それぞれの定員と身分が示された。（皇后を除く）最上位の妃は、内親王に与えられる四品以上の品位が必要であった。しかし、天平元年（729年）、第45代聖武天皇の夫人であった藤原氏の安宿媛が、「皇太子の母」であったことや、仁徳天皇の后磐之媛命を根拠として、史上初めて臣下から皇后に冊立され、早くも律令が形骸化した。
平安時代、後宮職員令が国風に改編されて後宮が発展し、女官制度が確立された。
明治維新後、後宮もまた改革された。明治元年（1868年）12月に一条美子が皇后に冊立されると、女官は皇后に奉仕する立場となった。女官には貴族（華族）だけでなく武家（士族）からも登用されるようになり、また多くの女官が罷免されたが、上位から尚侍（欠員）・典侍・権典侍・掌侍・権掌侍は華族の未婚者・単身者とされた。実際に、明治天皇の皇子女を産んだのは、権典侍の女性たちであった。
先述の通り、次代の大正天皇、昭和天皇は一夫一妻制の確立を推進し、後宮も終焉を迎えた。

## 班位
養老律令儀制令中の皇后条において、皇后・皇太子は太皇太后・皇太后を敬って敬称（当時は「殿下」）を用いることが定められていた。
「皇族身位令」（明治43年皇室令第2号、昭和22年廃止）第1条により、下記の班位（序列）が定められていた。
1. 皇后
2. 太皇太后
3. 皇太后
4. 皇太子
5. 皇太子妃
6. 皇太孫
7. 皇太孫妃
8. 親王、親王妃、内親王、王、王妃、女王

さらに、同第2・第3条で、8番の皇族（親王、親王妃、内親王、王、王妃、女王）内の順位も定められていた。
皇族身位令で、従来と異なり、皇后が（天皇を除く）全ての皇族の最上位に定義づけられたことは、昭憲皇太后に対する追号の誤りに影響した。

## 叙勲

### 旧皇室典範下
皇室典範の系統に属する「皇族身位令」（明治43年皇室令第2号、昭和22年廃止）では、皇族はそれぞれの身位に応じ、下記の通り叙勲されることが定められていた。
| 根拠条文 | 身位               | 勲等・勲章           | 授章時期                                 | 備考       |
| -------- | ------------------ | -------------------- | ---------------------------------------- | ---------- |
| 第8条    | 皇后               | 勲一等宝冠章         | 大婚の約成立時（婚約すなわち納采の儀時） | 該当例なし |
| 第9条    | 皇太子・皇太孫     | 大勲位菊花大綬章     | 満7歳                                    |            |
| 第10条   | 皇太子妃・皇太孫妃 | 勲一等宝冠章         | 結婚の約成立時（婚約すなわち納采の儀時） |            |
| 第11条   | 親王               | 大勲位菊花大綬章     | 満15歳                                   |            |
| 第12条   | 親王妃             | 勲一等宝冠章         | 結婚の儀当日                             |            |
| 第13条   | 内親王             | 勲一等宝冠章         | 満15歳                                   |            |
| 第14条   | 王                 | 勲一等旭日桐花大綬章 | 満15歳                                   |            |
| 第15条   | 王妃               | 勲二等宝冠章         | 結婚の儀当日                             |            |
| 第16条   | 女王               | 勲二等宝冠章         | 満15歳                                   |            |

勲一等旭日桐花大綬章を授与された男性皇族が、また勲二等宝冠章を授与された女性皇族が、その後それぞれ昇叙されている事例が数多くある（勲一等旭日桐花大綬章、宝冠章をそれぞれ参照）。
皇族身位令は「皇室令及附属法令廃止ノ件」（昭和22年皇室令第12号）により廃止された。

### 日本国憲法下
1947年（昭和22年）5月に施行された日本国憲法及び皇室典範には、皇族の身位に基づく叙勲は規定されていない。日本国憲法における天皇の国事行為（栄典の授与）として総理府のち内閣府賞勲局により栄典・叙勲制度が運用されている。
明仁親王、正仁親王、明仁親王妃美智子への叙勲を例外として、制度運用が停止されていた。1964年（昭和39年）春から生存者叙勲が再開されて以降、下表のとおり、皇族身位令を概ね踏襲する形で皇族への叙勲が続けられている。具体的には、身位に応じた勲等・勲章は同格のままだが、受章時期は皇太子の成年18歳（皇室典範）・他の者の成年20歳（民法）になった他、皇太子妃も結婚の儀当日に授与されている。
| 身位               | 勲等・勲章       | 受章者（時期） |
| ------------------ | ---------------- | --- |
| 皇后               | -                | 該当例なし |
| 皇太子・皇太孫     | 大勲位菊花大綬章 | 明仁親王（立太子時）                                                                                              |
| 皇太子妃・皇太孫妃 | 勲一等宝冠章     | 明仁親王妃美智子（結婚の儀当日） 徳仁親王妃雅子（同）                                                             |
| 親王               | 大勲位菊花大綬章 | 義宮正仁親王（満20歳の誕生日） 寬仁親王（同） 宜仁親王（同） 憲仁親王（同） 浩宮徳仁親王（同） 礼宮文仁親王（同） |
| 親王妃             | 勲一等宝冠章     | 正仁親王妃華子（結婚の儀当日） 寬仁親王妃信子（同） 憲仁親王妃久子（同） 文仁親王妃紀子（同）                     |
| 内親王             | 勲一等宝冠章     | 甯子内親王（叙勲再開時に満20歳） 容子内親王（満20歳の誕生日） 紀宮清子内親王（同）                                |
| 内親王             | 宝冠大綬章       | 眞子内親王（満20歳の誕生日） 佳子内親王（同） 敬宮愛子内親王（同）                                                |
| 王                 | -                | 該当例なし |
| 王妃               | -                | 該当例なし |
| 女王               | 勲二等宝冠章     | 彬子女王（満20歳の誕生日） 瑶子女王（同）                                                                         |
| 女王               | 宝冠牡丹章       | 承子女王（満20歳の誕生日） 典子女王（同） 絢子女王（同）                                                          |

1947年（昭和22年）10月の11宮家51名の臣籍降下以降、「王」が存在しなかったため、日本国憲法下で皇族男子に勲一等旭日桐花大綬章を授与した実績は無い。2003年（平成15年）に栄典制度の改革が行われ、勲位と勲章が分離された。この時、旭日章と桐花章もまた分離された（桐花章は「桐花大綬章」単一級のみ）。